# Microtus pennsylvanicus
Microtus pennsylvanicus е северноамерикански вид бозайник, гризач от семейство Хомякови (Cricetidae).

## Разпространение и местообитание
Видът е разпространен от тундровите райони на Северна Америка между Аляска и Лабрадор на юг до Южна Каролина през Тенеси до щата Вашингтон. Отдерни изолирани популации има в Ню Мексико и Чиуауа в Мексико. Среща се най-вече в равнинни ливади, ниви, затревени блата и покрай реки и езера. Макар и не характерни местообитания, но се срещат и в наводнени блата, пасища с висока растителност в близост до вода, както и на овощни градини и отворен гори с тремен килим.

## Морфологични особености
Общата дължина на тялото е в рамките на 128 – 195 mm като опашката представлява около 40% от дължината на тялото. Теглото е 33 – 65 g Повърхността на гърба е тъмно черно-кафяв до тъмно червеникаво-кафяв с едри черни косми. Вентралната повърхност е сива или бяла като може да бъде примесена със светлокафяви оттенъци. Зимната окраска е по-бледа и сивее. Липсва ясно изразен полов диморфизъм.

## Поведение
Полевките са активни целодневно, но се наблюдава тенденция да бъдат по-активни през нощта през лятото и през деня през зимата. Женските са териториални, а ареалът на мъжките са припокрива с територията на женските и е около три пъти по-голям. Не живеят на колонии, а в случаите, когато се наблюдават заедно повече индивиди се касае за майка със своите подрастващи малки. Полевките притежават остър слух и добро обоняние. Звуците се използват основно в отбранителни ситуации. Основните неприятели са хищни птици, лисици, невестулки.

## Хранене
Хранят се главно със свежа трева, острица и билки, които се намират в района на обитание. Консумират и голямо разнообразие от семена и зърна. От май до август основното им меню включва зелени и сочни растения. През есента преминават към зърнени храни и семена, а през зимата се хранят с кората и корените на храсти и малки дървета. Консумират и грудки и луковици в случаите, когато са налични в ареала. Хранят се и с насекоми и охлюви, а в случаите, когато гъстотата на популацията е висока се наблюдава и канибализъм, основно проявен към новото поколение.

## Размножаване
Бременността продължава около 20 – 23 дни. Малките се раждат голи и беззащитни, но към 12 – 14 ден вече биват отбити от майката. Живеят около една година.